# Copa del Rey de hockey patines 2022
La Copa del Rey de hockey patines 2022 fue la septuagésima octava edición de la Copa del Rey de este deporte. La sede única fue la ciudad de Lérida y los encuentros se jugaron en el Pavelló Onze de Setembre entre el 5 y el 8 de mayo de 2022. Cabe destacar que, por tercera vez en la historia, se disputó la Copa del Rey y de la Reina de forma conjunta.
La competición la jugaron los 8 mejores equipos de la OK Liga 2021-22 en la primera vuelta de la liga, seis catalanes, uno gallego y uno valenciano, emparejados según el sorteo efectuado el 20 de abril de 2022.
El campeón de esta edición fue el FC Barcelona, que consiguió su vigésimo cuarto título de copa.

## Equipos participantes
- Club Esportiu Noia
- FC Barcelona
- Reus Deportiu
- Deportivo Liceo
- Club Patí Calafell
- Club Esportiu Lleida Llista Blava
- PAS Alcoy
- Club Hoquei Caldes

## Resultados
|  | Cuartos de final | Cuartos de final |                  |               | Semifinales | Semifinales |  |              | Final     | Final     |  |
|  | 5-6 de mayo      | 5-6 de mayo      |                  |               | 7 de mayo   | 7 de mayo   |  |              | 8 de mayo | 8 de mayo |  |
|  |                  |                  |                  |               |             |             |  |              |           |           |  |
|  |                  |                  |                  |               |             |             |  |              |           |           |  |
|  | CE Noia          | 4                |                  |               |             |             |  |              |           |           |  |
|  | CE Noia          | 4                |                  |               |             |             |  |              |           |           |  |
|  | PAS Alcoy        | 0                |                  |               |             |             |  |              |           |           |  |
|  | PAS Alcoy        | 0                |                  | CE Noia       | 1           |             |  |              |           |           |  |
|  |                  |                  |                  | CE Noia       | 1           |             |  |              |           |           |  |
|  |                  |                  | FC Barcelona     | 2             |             |             |  |              |           |           |  |
|  | FC Barcelona     | 5                | FC Barcelona     | 2             |             |             |  |              |           |           |  |
|  | FC Barcelona     | 5                |                  |               |             |             |  |              |           |           |  |
|  | CH Caldes        | 2                |                  |               |             |             |  |              |           |           |  |
|  | CH Caldes        | 2                |                  |               |             |             |  | FC Barcelona | 4         |           |  |
|  |                  |                  |                  |               |             |             |  | FC Barcelona | 4         |           |  |
|  |                  |                  | Reus Deportiu    | 0             |             |             |  |              |           |           |  |
|  | Deportivo Liceo  | 1                | Reus Deportiu    | 0             |             |             |  |              |           |           |  |
|  | Deportivo Liceo  | 1                |                  |               |             |             |  |              |           |           |  |
|  | Reus Deportiu    | 4                |                  |               |             |             |  |              |           |           |  |
|  | Reus Deportiu    | 4                |                  | Reus Deportiu | 3           |             |  |              |           |           |  |
|  |                  |                  |                  | Reus Deportiu | 3           |             |  |              |           |           |  |
|  |                  |                  | CE Lleida Llista | 2             |             |             |  |              |           |           |  |
|  | CE Lleida Llista | 4                | CE Lleida Llista | 2             |             |             |  |              |           |           |  |
|  | CE Lleida Llista | 4                |                  |               |             |             |  |              |           |           |  |
|  | CP Calafell      | 3                |                  |               |             |             |  |              |           |           |  |
|  | CP Calafell      | 3                |                  |               |             |             |  |              |           |           |  |
|  |                  |                  |                  |               |             |             |  |              |           |           |  |

## Final
| Fecha                                       | Hora  | Partido      | Partido | Partido       |
| ------------------------------------------- | ----- | ------------ | ------- | ------------- |
| 8 de mayo                                   | 15:00 | FC Barcelona | 4-0     | Reus Deportiu |
| Pabellón: Pavelló Onze de Setembre (Lérida) |       |              |         |               |